# جرب الكمثرى
جرب الكمثرى(الاسم العلمي: Venturia pyrina) هو مرض من نوع الفطريات يصيب نبات الكمثرى، يتبع جنس فنتوريا، تفضل الفطريات المسببة للمرض المناخ الرطب حيث تزيد البيئة الرطبة من خطر العدوى.
تبدأ أعراض الإصابة على الأوراق بعد مرحلة التزهير، بوجود بقع لونها زيتوني تتحول للبني ثم إلى الأسود على السطح العلوى و السفلي للاوراق، تظهر البقع البنية على الثمار ويحدث للثمار إنخفاض كبير في الجودة.
الإجراءات الوقائية، استخدام أصناف اقل عرضه للخطر، والتقليم المنتظم لتعزيز التهوية، والتخلص من أوراق الكمثرى المصابة.